# Owen Sound Platers
Die Owen Sound Platers waren eine kanadische Eishockeymannschaft aus Owen Sound, Ontario. Das Team spielte von 1989 bis 2000 in einer der drei höchsten kanadischen Junioren-Eishockeyligen, der Ontario Hockey League (OHL).

## Geschichte

Logo der Owen Sound Platers von 1989 bis 1995

Die Guelph Platers wurden 1989 von ihren Besitzern, der Holody-Familie, von Guelph, Ontario, nach Owen Sound, Ontario, umgesiedelt und in Owen Sound Platers umbenannt.
In ihrem elfjährigen Bestehen verpasste die Mannschaft nur in den Saisons 1990/91 und 1999/2000 die Playoffs, erreichten jedoch nie das Finale um den J. Ross Robertson Cup. Ihre erfolgreichste Spielzeit war die Saison 1998/99, als die Owen Sound Platers nach Siegen über die Sault Ste. Marie Greyhounds und Guelph Storm erst im Conference-Finale den London Knights mit 1:4 Siegen unterlagen. 
Die Holody-Familie entschied sich 2000 zum Verkauf des Franchises. Um einen Umzug des Teams zu verhindern, schloss sich eine Gruppe aus sieben lokalen Investoren zusammen, die die Rechte am Franchise erwarben und es in Owen Sound Attack umbenannten.

## Trainer
- 1989–1991: Len McNamara
- 1991–1992: Rick Tarasuk
- 1992–1995: Jerry Harrigan
- 1995–1996: Ric Seiling, John Lovell
- 1996–1997: John Lovell
- 1997–1998: John Lovell, Dave Siciliano
- 1998–1999: Dave Siciliano
- 1999–2000: Dave Siciliano, Brian O’Leary

## Ehemalige Spieler
Folgende Spieler, die für die Owen Sound Platers aktiv waren, spielten im Laufe ihrer Karriere in der National Hockey League: 
| - Sean Avery - Andrew Brunette - Jeff Christian - Ryan Christie - Todd Hlushko | - Brent Johnson - Greg Jacina - Jason MacDonald - Adam Mair - Kirk Maltby | - Chris Minard - Wayne Primeau - Curtis Sanford - Dan Snyder - Jamie Storr | - Scott Walker - Joel Ward - Kevin Weekes - Sean Whyte |

## Team-Rekorde

### Karriererekorde
Spiele: 264  Willie Skilliter
Tore: 131  Wes Goldie
Assists: 168  Wayne Primeau
Punkte: 295  Andrew Brunette
Strafminuten: 521  Adam Campbell